# USS Scott (DDG-995)
USS Scott (DDG-995) — третий эскадренный миноносец типа «Кидд».
USS Scott назван в честь американского контр-адмирала Второй мировой войны Нормана Скотта, погибшего в бою 13 ноября 1942 года на борту лёгкого крейсера USS «Атланта» (CL-51, тип «Атланта») во время сражения за Гуадалканал. За свои действия во время сражения Норман Скотт был посмертно награждён Медалью Почёта.

## История создания
Строительство началось 12 февраля 1979 года. Изначально постройка планировалось согласно контракту, заключённому в 1974 году между шахом Ирана и американской фирмой «Litton Industries». Корабль получил имя Надир (англ. Nader, в честь Иранского шаха Надир-шах Афшара, основателя тюркской династии Афшаридов. Но после падения шахского режима во время исламской революции 1978—1979 годов, конгресс США аннулировал этот заказ. 1 марта 1980 года строительство было продолжено, и 8 сентября 1981 года USS Scott был выкуплен для ВМС США.
24 октября 1981 года USS Scott был введён в эксплуатацию на военно-морской базе (ВМБ) Мейпорт.

### Боевая служба
В 1988 году USS Scott проходил ремонт и модернизацию в Филадельфии. Акцент был сделан на модернизацию радиолокационных станций (РЛС) и систем управления огнём. Так же было установлено оборудование для поддержки судов оснащенных AEGIS (сокр. от англ. Aegis combat system).
USS Scott входил в состав Шестого флота ВМС США. Неоднократно принимал участие в учениях в рамках программы «Партнерство во имя мира» (англ. Partnership for Peace — PfP). Во время работы в Чёрном море USS Scott принимал участие в совместной программе ВМС США с ВМС Болгарии и ВМС Румынии.
USS Scott был выписан из состава ВМС США 10 декабря 1998 года.

### В Китайской республике
USS Scott был продан Китайской Республике в 2004 году, согласно санкционированию 23 апреля 2001 года Президентом США с Джорджем Бушем-младший решения о продаже Тайваню всех четырёх эсминцев типа «Кидд» (в составе крупной партии американских вооружений, включающих так же 8 дизельных подводных лодок и 12 базовых патрульных самолетов P-3 «Орион»).
Изначально его планировалось переименовать в Тонг (англ. Tong), так как именно так на китайском языке выглядит транслитерация слова Scott. Но так как USS Scott, по сравнению с другими кораблями класса, находился в лучшем состоянии, он стал первым кораблём нового класса и был переименован в ROCS «Ки Лун» (англ. Kee Lung) DDG-1801, по названию морского порта в северной части острова Тайвань (порт англ. Keelung). Класс переданных эсминцев был назван по имени головного корабля — эсминцы УРО типа «Ки Лун» (англ. Kee Lung-class) ВМС Китайской республики. После технического перевооружения в США, ROCS Ки Лун был введён в эксплуатацию 17 декабря 2005 года.